# Christian Yelich
Christian Stephen Yelich, Spitzname Yeli, (* 5. Dezember 1991 in Thousand Oaks, Kalifornien) ist ein US-amerikanischer Baseballspieler, der aktuell auf der Position des Right Fielders bei den Milwaukee Brewers in der Major League Baseball (MLB) spielt. In der Saison 2018 wurde er zum MVP der National League gewählt.

## Karriere
Yelich wurde von den Miami Marlins in der ersten Runde des MLB Drafts 2010 gewählt. Die nächsten Jahre verbrachte er im Minor-League-System des Franchises. Während der Saison 2013 wurde er in das Major-League-Team befördert, sodass er am 23. Juli 2013 zu seinem Debüt in der MLB kam. In der folgenden Saison wurde er als jüngster Spieler in der Geschichte seines Franchises für seine Defensivleistungen mit einem Gold Glove belohnt. Am 22. März 2015 verkündeten die Marlins die Verlängerung von Yelichs Vertrags um sieben Jahre bis 2021, mit einer Option für ein weiteres Jahr. Yelich sicherte sich damit ein Gehalt in Höhe von 49,57 Millionen US-Dollar.
Im Januar 2018 wechselte Yelich im Tausch mit vier Nachwuchsspielern zu den Milwaukee Brewers. Seine erste Saison mit den Brewers war seine bis dato beste: So wurde er in das All-Star-Team gewählt und beendete als erster Spieler der Brewers eine Spielzeit mit dem höchsten Batting Average in der National League. Schließlich wurde er mit großem Abstand zum National League MVP gewählt. Diese Leistungen konnte er in der folgenden Saison bestätigen. Bei der Wahl zum MVP landete er hinter Cody Bellinger auf dem zweiten Platz. Im März 2020 unterschrieb Yelich einen neuen Vertrag, der ihn für 215 Millionen Dollar bis mindestens 2028 an die Brewers band, was ihn zum teuersten Spieler in der Geschichte des Franchises machte.